# Trachyarus anceps
Trachyarus anceps là một loài tò vò trong họ Ichneumonidae.